# Ted White
Theodore Edwin White (Washington, 4 februari 1938) is een Amerikaans schrijver, redacteur, fan van sciencefictionboeken en -verhalen, die publiceerde onder de naam Ted White. Hij is ook muziekrecensent.

## Biografie
White was als tiener reeds een grote fan van sciencefiction, hij was daardoor ook gekend wegens de vele kritische brieven en columns die hij schreef in fanzines. Hij won de Hugo Award als Best Fan Writer in 1968.
In 1959 (op 21-jarige leeftijd) verhuisde White met zijn echtgenote van Falls Church (Virginia) naar New York en begon muziekrecensies te schrijven voor enkele muziekbladen en werd in 1999 muziekredacteur van de Collecting Channel website. White speelt keyboard en saxofoon in een lokale muziekgroep.
In 1963 publiceerde White zijn eerste kortverhaal Phoenix, in samenwerking met Marion Zimmer Bradley dat later uitgebreid werd en in 1966 verscheen als Phoenix Prime, het eerste deel van de Qanar-reeks. Zijn eerste roman Invasion from 2500 verscheen in 1964 en werd geschreven samen met Terry Carr onder een gemeenschappelijk pseudoniem, Norman Edwards. White werd in 1966 genomineerd voor de Nebula Award voor zijn kortverhaal The Peacock King, geschreven samen met Larry McCombs. Tussen 1964 en 1978 schreef White twee boekenseries en 11 romans.
White was assistent-redacteur van The Magazine of Fantasy & Science Fiction van 1963 tot 1968 en redacteur van Amazing Stories en Fantastic van 1969 tot 1978. Vervolgens was hij redacteur van Heavy Metal (1979-1980) en Stardate (1985-1986). Van 1977 tot 1979 had hij ook een radioprogramma op WGTB-FM onder de naam Dr. Progresso.

### Romans
- Invasion from 2500 (met Terry Carr, onder het gemeenschappelijk pseudoniem Norman Edwards), (1964)
- The Jewels of Elsewhen (1967)
- Lost in Space (met Dave Van Arnam, onder het pseudoniem Ron Archer, gebaseerd op de televisieserie Lost in Space) (1967)
- The Secret of the Marauder Satellite (1967)
- Captain America: The Great Gold Steal (1968)
- Sideslip (met Dave van Arnam) (1968) nl: Landing der engelen
- No Time Like Tomorrow (1969)
- By Furies Possessed (1970)
- Trouble on Project Ceres (1971)
- Forbidden World (met David Bischoff) (1978)

### Qanar-reeks
1. Phoenix Prime (1966)
2. The Sorceress of Qar (1966)
3. Star Wolf! (1971)

### Tanner-reeks
1. Android Avenger (1965)
2. The Spawn of the Death Machine (1968)

- Bibsys: 56671
- Bibliothèque nationale de France: cb16688578x (data)
- International Standard Name Identifier: 0000 0000 2255 8209
- Library of Congress Control Number: n50020244
- Bibliotheek van het Japanse parlement: 00460784
- Nationale Bibliotheek van Israël: 987007431013305171
- Virtual International Authority File: 20927447
- WorldCat: E39PBJqbpxgg8V3pwC3VTMQ6rq